# Detling
Detling är en ort och civil parish i grevskapet Kent i sydöstra England. Orten ligger i distriktet Maidstone, cirka 4 kilometer nordost om Maidstone. Tätorten (built-up area) hade 741 invånare vid folkräkningen år 2021.